# Ogar
Ogar (ćir.: Огар) je naselje u općini Pećinci u Srijemskom okrugu u Vojvodini.

## Stanovništvo
Prema popisu stanovništva iz 2002. godine u naselju Ogar živi 1.143 stanovnika, od čega 875 punoljetnih stanovnika s prosječnom starosti od 37,9 godina (37,0 kod muškaraca i 38,8 kod žena). U naselju ima 323 domaćinstva, a prosječan broj članova po domaćinstvu je 3,54.
Prema popisu iz 1991. godine u naselju je živjelo 1.111 stanovnika.
| Etnički sastav 2002. |            |        |
| Narod                | Stanovnika |        |
| Srbi                 | 1.115      | 97,55% |
| Romi                 | 7          | 0,61%  |
| Hrvati               | 4          | 0,34%  |
| Slovaci              | 3          | 0,26%  |
| Crnogorci            | 2          | 0,17%  |
| Muslimani            | 2          | 0,14%  |
| Jugoslaveni          | 2          | 0,17%  |
| Rusi                 | 2          | 0,17%  |
| Mađari               | 1          | 0,08%  |
| nepoznato            | 3          | 0,26%  |

| broj stanovnika | 932   | 1030  | 1157  | 1119  | 1096  | 1111  | 1143  |
|                 | 1948. | 1953. | 1961. | 1971. | 1981. | 1991. | 2001. |

## Vanjske poveznice
- Karte, položaj vremenska prognoza
- [neaktivna poveznica]